# Serpula (micologia)
Serpula è un genere di funghi basidiomiceti appartenente all'ordine Boletales.

## Specie diSerpula
La specie tipo è Serpula destruens (Pers.) Gray (1821).